# Landturm (Creglingen)
Landturm ist ein Wohnplatz beim namengebenden Lichteler Landturm auf der Gemarkung des Creglinger Stadtteils Oberrimbach im Main-Tauber-Kreis im fränkisch geprägten Nordosten Baden-Württembergs.

## Geographie
Der Wohnplatz Landturm befindet sich etwa acht Kilometer südlich der Stadt Creglingen. Die nächstgelegenen Orte sind der Creglinger Weiler Lichtel nach etwa einem Kilometer im Osten, der Creglinger Stadtteil Oberrimbach nach etwa zwei Kilometer im Osten und der Niederstettener Stadtteil Rinderfeld nach etwa drei Kilometern im Westnordwesten. Der Wohnplatz Landturm befindet sich im Bereich der Gemarkungsgrenze von Creglingen mit Niederstetten.

## Geschichte
Der Ort wurde um das Jahr 1400 erstmals urkundlich erwähnt. Auf dem Messtischblatt Nr. 6526 „Creglingen“ von 1934 war der Ort als Landturm mit drei Gebäuden verzeichnet. Der Wohnplatz Landturm kam als Teil der ehemals selbständigen Gemeinde Oberrimbach am 1. Februar 1972 zur Stadt Creglingen.

## Kultur und Sehenswürdigkeiten

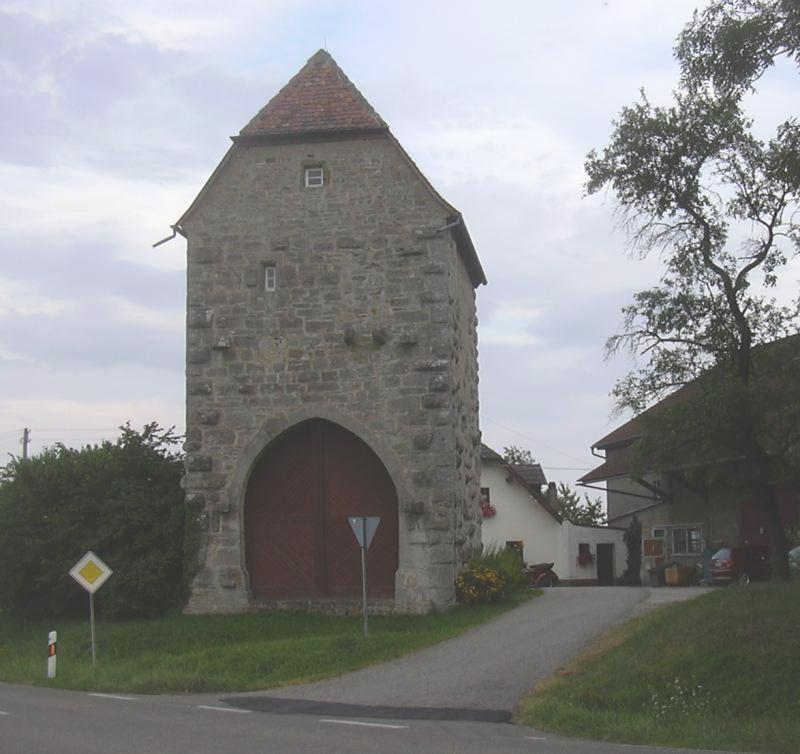
Der für den Wohnplatz namengebende Lichteler Landturm

### Kulturdenkmale
Kulturdenkmale in der Nähe des Wohnplatzes sind in der Liste der Kulturdenkmale in Creglingen verzeichnet.

### Lichteler Landturm
Der Lichteler Landturm wurde um das Jahr 1400 als Torturm der Rothenburger Landhege unter Verwendung einzelner Buckelquader erbaut. Im Jahre 1526 verbrannte der Landturm und wurde 1631 wieder hergestellt.

## Verkehr
Der Ort ist über die L 1020 zu erreichen. 